# Stéphane Émard-Chabot
Stéphane Émard-Chabot là cựu ủy viên hội đồng thành phố Ottawa, từng làm trợ lý trưởng khoa luật của Đại học Ottawa từ năm 2001. Là người gốc Sandy Hill, ông có bằng B.Comm và bằng luật từ Ottawa và bằng cấp của École Supérieure de Commerce de Paris. Sau khi có được tấm bằng của mình, ông trở thành giáo sư tại La Cité collégiale và cũng là người đứng đầu nhóm cộng đồng Action Sandy Hill.
Ông được bầu vào hội đồng thành phố năm 1994 ở tuổi 28. Công khai đồng tính, một trong những vấn đề đầu tiên mà hội đồng thành phố phải đối mặt là liệu có nên công nhận Ngày tự hào của người đồng tính. Thị trưởng Jacquelin Holzman đã thúc đẩy một thỏa hiệp công nhận "Ngày tự hào" chung chung, gây ra sự bất mãn cho Émard-Chabot và các ủy viên hội đồng khác. Một trong những ủy viên hội đồng thành phố cánh tả nhất, ông ủng hộ hợp pháp hóa mại dâm. Ông cũng lãnh đạo nỗ lực loại bỏ một luật lệ thành phố buộc các cửa hàng phải đóng cửa lúc 6 giờ chiều. Ông quyết định không chạy đua vào năm 2000, gia nhập một công ty luật tư nhân và mở một cửa hàng trên đường Sussex Drive ở Ottawa với bạn trai. Ông đã đóng cửa hàng ba năm sau đó.
Ông cũng được bổ nhiệm làm chủ tịch hội đồng quản trị của Tập đoàn nhà ở cộng đồng Ottawa năm 2000 sau khi rời khỏi chính trị, nhưng bị sa thải khỏi vị trí này, cùng với các thành viên khác trong hội đồng, sau một cuộc tranh cãi năm 2004 với hội đồng thành phố.
Ngoài công việc tại Đại học Ottawa, ông đã làm việc với các phương tiện truyền thông địa phương (CBC, Đài phát thanh Canada và tờ báo tiếng Pháp Le Droit) với tư cách là một chuyên mục về vấn đề thành phố.